# 가와우치촌 (히로시마현)
가와우치촌(川内村)은 히로시마현 아사군에 설치되었던 촌이다. 현재의 히로시마시 아사미나미구 가와우치에 해당한다.